# チパ

チパ（アルゼンチンで）

チパ（スペイン語: Chipa＝チパ、グアラニー語: Chipa＝シパ）は、パラグアイで人気のスナックおよび朝食用の小さな焼きたてのチーズ風味の小型パンである。タピオカ（キャッサバの根の粉）などを使う製法は18世紀から存在しており、その起源は先住民のグアラニー族にある。
チパは安価で、暖かいチパを布で包んだ大きなバスケットを運ぶ売り手によって、通り沿いの売店やバスで売られていることがよくある。